# Melitta Gerhard

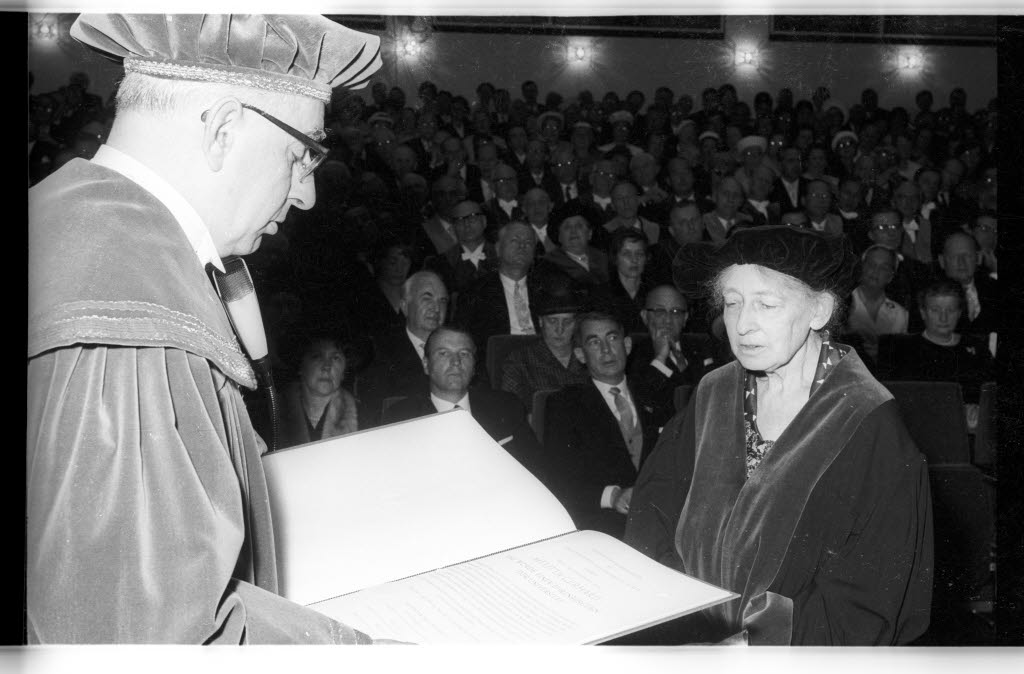
Melitta Gerhard bei der Verleihung der Ehrenbürgerschaft durch den CAU-Rektor Wolfgang Bargmann (1965)

Melitta Gerhard (* 22. November 1891 in Berlin; † 10. November 1981 in Cambridge, Massachusetts) war eine US-amerikanische Literaturhistorikerin deutscher Herkunft. Sie erhielt als erste Frau die Venia Legendi für deutsche Literaturgeschichte.

## Leben
Melitta Gerhard, Tochter des Berliner Justizrats und Notars Stephan Gerhard (1857–1936) und der Schriftstellerin Adele Gerhard geborene de Jonge (1868–1956), studierte an der Friedrich-Wilhelm-Universität in Berlin (heute Humboldt-Universität), wo sie 1919 promoviert wurde. In Berlin hatte sie Kontakt zu Friedrich Gundolf, der sie auf den damals noch relativ unbekannten Stefan George aufmerksam macht. Gerhard schrieb später ein Buch über George. 
Ein Habilitationsvorhaben Gerhards wurde von der Universität Heidelberg abgelehnt, aber an der Universität Kiel ermöglicht (Titel der Habilitationsschrift: Der deutsche Entwicklungsroman bis zu Goethes ‚Wilhelm Meister‘). 1927 wurde sie als erste Frau in Deutschland Privatdozentin für deutsche Literaturgeschichte und lehrte von 1927 bis 1933 an der Universität Kiel.
Im April 1933 wurde Gerhard als Jüdin (im Sinne des Gesetzes zur Wiederherstellung des Berufsbeamtentums) suspendiert. Obwohl sie im Juni 1933 an das Reichsministerium schrieb, niemals mit  marxistischem oder „jüdischen“ Auffassungen sympathisiert und „die pazifistische Kriegsliteratur auf das leidenschaftlichste bekämpft“ zu haben, wurde  ihr am 9. September 1933 die Lehrbefugnis entzogen.
Gerhard emigrierte daraufhin in die USA. Dort lehrte sie anfangs  als Gastprofessorin am Wellesley College, Massachusetts. Nach ihrer endgültigen Übersiedlung in die USA 1937 (gemeinsam mit Mutter und ihrem Bruder Dietrich) bestritt sie ihren Lebensunterhalt mit Deutschunterricht für Soldaten in St. Louis. Von 1938 bis 1942 lehrte sie am Rockford College in Illinois, dann für zwei Jahre an der University of Missouri, Columbia. Ab 1946 war Gerhard bis zu ihrer Emeritierung Professorin am Wittenberg College in Springfield, Ohio.
1965 wurde ihr im Rahmen der 300-Jahr-Feier der Universität Kiel die  Ehrenbürgerschaft der CAU verliehen.

## Schriften (Auswahl)
- Schiller und die griechische Tragödie (= Forschungen zur neueren Literaturgeschichte. 54, ZDB-ID 541150-6). Duncker, Weimar 1919.
- Der deutsche Entwicklungsroman bis zu Goethes “Wilhelm Meister” (= Deutsche Vierteljahrsschrift für Literaturwissenschaft und Geistesgeschichte. Buchreihe. 9, ZDB-ID 200380-6). Niemeyer, Halle/Saale 1926.
- Schiller. Francke, Bern 1950.
- Stefan George. Dichtung und Kündung. Francke, Bern u. a. 1962.
- Das Werk Adele Gerhards als Ausdruck einer Wendezeit. Francke, Bern u. a. 1963.
- Leben im Gesetz. Fünf Goethe-Aufsätze. Francke, Bern u. a. 1966.
- Auf dem Wege zu neuer Weltsicht. Aufsätze zum deutschen Schrifttum vom 18. bis 20. Jahrhundert. Francke, Bern u. a. 1976.